# Burnsville (Minnesota)
Burnsville [bɜːnsˈvil] ist eine Stadt im Dakota County im US-Bundesstaat Minnesota. Sie liegt 24 km südlich der Innenstadt von Minneapolis in der Metropolregion der Twin Cities. Das U.S. Census Bureau hat bei der Volkszählung 2020 eine Einwohnerzahl von 64.317 ermittelt.

## Geografie
Burnsville ist ein Vorort der Großstädte Minneapolis und St. Paul, unmittelbar südlich des Minnesota River. Nach Angaben des United States Census Bureau beträgt die Fläche der Stadt 69,75 Quadratkilometer, davon sind 5,23 Quadratkilometer Wasserflächen.

### Nachbargemeinden
| Savage     | Bloomington                                 | Eagan        |
| Savage     | Kompassrose, die auf Nachbargemeinden zeigt | Rosemont     |
| Prior Lake | Lakeville                                   | Apple Valley |

## Geschichte
Die Dakota-Indianer waren die ersten Bewohner der Region. Gegen 1750 errichtete Chief Black Dog nördlich des Minnesota River in der Gegend des Mille Lacs Lake eine Siedlung. Das Gebiet an den Seen um Burnsville wurde zum Fischen und für Freizeitaktivitäten, aber auch für Bestattungen genutzt.
Nach den Abkommen zwischen der Regierung der Vereinigten Staaten und den Indianern verließen 1851 die Dakota das Gebiet und zogen sich in Reservate zurück. Einer der ersten europäischen Siedler, die vor allem aus Irland stammten, war William Byrne, welcher 1840 aus Irland nach Hamilton, Ontario gezogen war. 1855 ließ er sich rund drei Kilometer westlich des heutigen Interstate 35 nieder. Er stiftete Land für eine Kirche, eine Schule und einen Friedhof und war als Bürgermeister tätig. 1858 legte das Dakota County Board die Grenzen der Byrnsville Township fest. Es gab verschiedene Variationen des Namens, erst Mitte des 20. Jahrhunderts setzte sich die heute gültige Schreibweise durch.
1864 wurde Burnsville an das Eisenbahnnetz angeschlossen. Schon bald diente es aufgrund seiner vielen Seen als Erholungsgebiet für die Twin Cities. Dennoch behielt die Gemeinde auch in der Folgezeit ihren ländlichen Charakter. 1950 hatte die Burnsville Township 583 Einwohner. Erst mit dem Bau des Interstate 35 W und der zunehmenden Suburbanisierung setzte ein Bevölkerungswachstum ein. Nachdem Bloomington erfolglos versucht hatte, Burnsville einzugemeinden, wurden ihr 1964 die Stadtrechte verliehen. Ende der 1990er Jahre verständigte sich die Stadtverwaltung darauf, zukünftiges Wachstum innerhalb der vorhandenen Strukturen durchzuführen, um eine weitere Zersiedlung zu vermeiden. Des Weiteren gibt es Projekte zur Rekultivierung der Innenstadt, um vom Image einer Schlafstadt abzurücken.

## Einwohnerentwicklung
Folgende Einwohnerzahlen sind dokumentiert:
| Grafik Einwohnerentwicklung |

## Demografie
Nach der Volkszählung im Jahr 2010 lebten in Burnsville 60.306 Menschen. Im Jahre 2010 gab es in Burnsville 24.283 Haushalte und 15.656 Familien. Die Bevölkerungsdichte betrug 934,8 Einwohner pro Quadratkilometer. Es gab 25.759 Wohneinheiten, mit einer durchschnittlichen Dichte von 399,3 Wohneinheiten pro Quadratkilometer. Ethnisch betrachtet setzte sich die Bevölkerung aus 77,5 Prozent Weißen, 10 Prozent Afroamerikanern, 5 Prozent asiatischen Amerikanern, 7,9 Prozent Hispanics und Latinos, 0,4 Prozent Indianer, 0,1 Prozent Bewohner von den Pazifik Inseln, 3,5 Prozent andere Rassen und 3,5 Prozent von zwei oder mehr Rassen.
In 29,9 Prozent der 24.283 Haushalte lebten Kinder unter 18 Jahren, in 48,4 Prozent lebten verheiratete Ehepaare, in 11,5 Prozent lebten weibliche Singles, in 4,6 Prozent lebten männliche Singles und 35,5 Prozent waren keine familiären Haushalte. 27,6 Prozent waren Singlehaushalte und in 8 Prozent der Haushalte lebten Alleinstehende über 65 Jahre. Die durchschnittliche Haushaltsgröße lag bei 2,47 Personen, die von Familien bei 3,03.
Auf die gesamte Stadt bezogen setzte sich die Bevölkerung zusammen aus 24,1 Prozent Einwohnern unter 18 Jahren, 9 Prozent zwischen 18 und 24 Jahren, 28,6 Prozent zwischen 25 und 44 Jahren, 26,7 Prozent zwischen 45 und 64 Jahren und 11,7 Prozent über 65 Jahren. Der Median betrug 35,9 Jahre. Etwa 51,3 Prozent der Bevölkerung waren weiblich. Etwa 48,7 Prozent der Bevölkerung waren männlich.
Der Median des Einkommens eines Haushaltes betrug im Jahre 2000 57.965 USD, der einer Familie 67.979 USD. Das Pro-Kopf-Einkommen lag bei 27.093 USD. Etwa 5,1 Prozent der Bevölkerung und 3,7 Prozent der Familien lebten unterhalb der Armutsgrenze.

## Wirtschaft und Infrastruktur
In Burnsville wurde zwischen 1979 und 1982 der H-M-Vehicles Freeway des US-amerikanischen Automobilherstellers H-M-Vehicles gebaut.
Am Nordrand von Burnsville, am Ufer des Minnesota River befindet sich das Kraftwerk Black Dog Power Plant.
Burnsville besitzt einen kleinen Hafen am Minnesota River.
Die meisten Einwohner Burnsvilles arbeiten in den Twin Cities.
Die Stadt besitzt einen Eisenbahnanschluss.
Burnsville ist über die Interstate , die Interstate , die Minnesota State Route 13, die Minnesota State Route 77, die County Road CR 11, die County Road CR 32 und die
County Road CR 38 an das amerikanische Straßennetz angeschlossen.
Der nächstgelegene internationale Flughafen befindet sich in Minneapolis.

## Historische Plätze

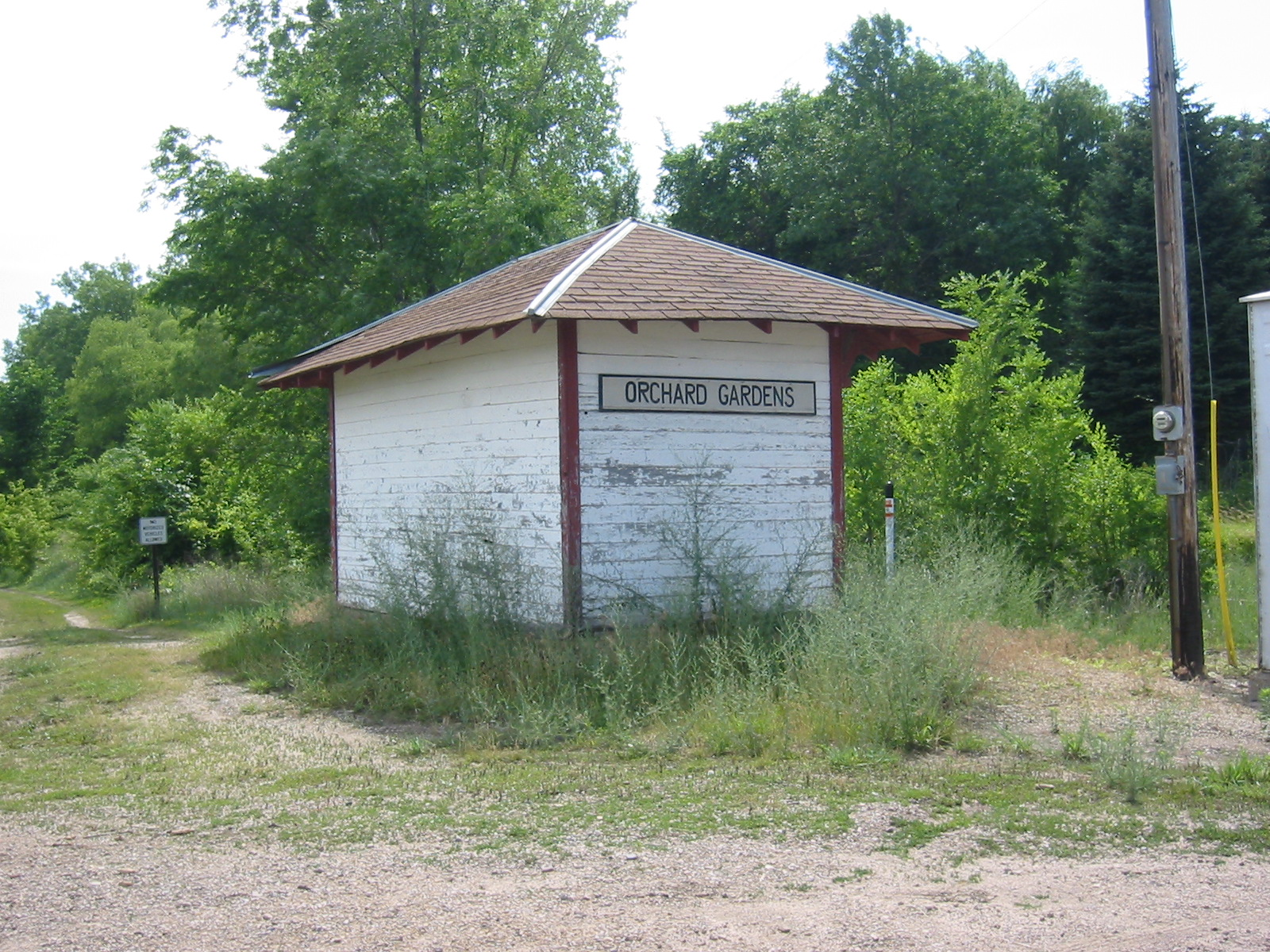
1910 errichtetes Eisenbahndepot

Im Jahr 1910 wurde in Burnsville ein denkmalgeschütztes Eisenbahndepot errichtet.

## Bildergalerie

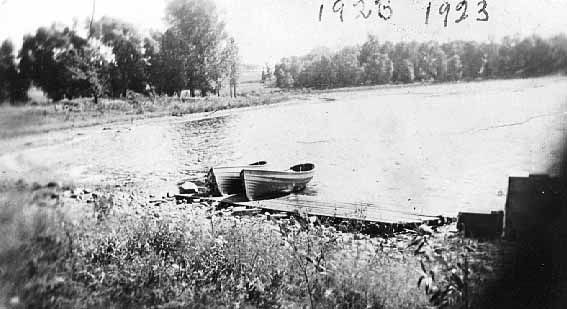
Crystal Lake in Burnsville (1923)
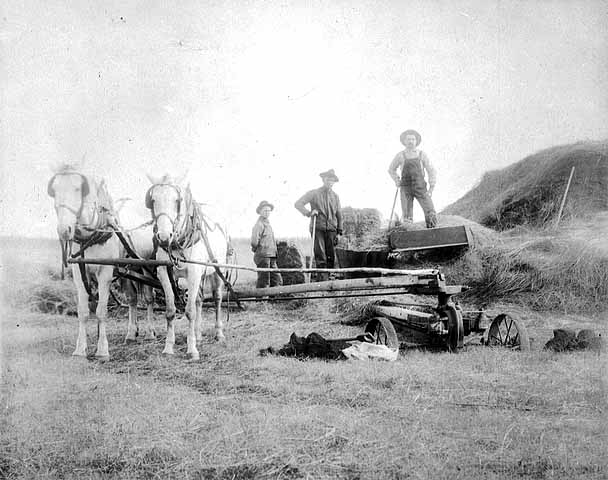
Pferde in Burnsville
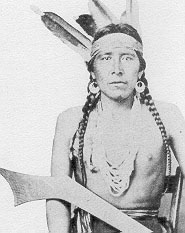
Häuptling Mdewakanton Dakota
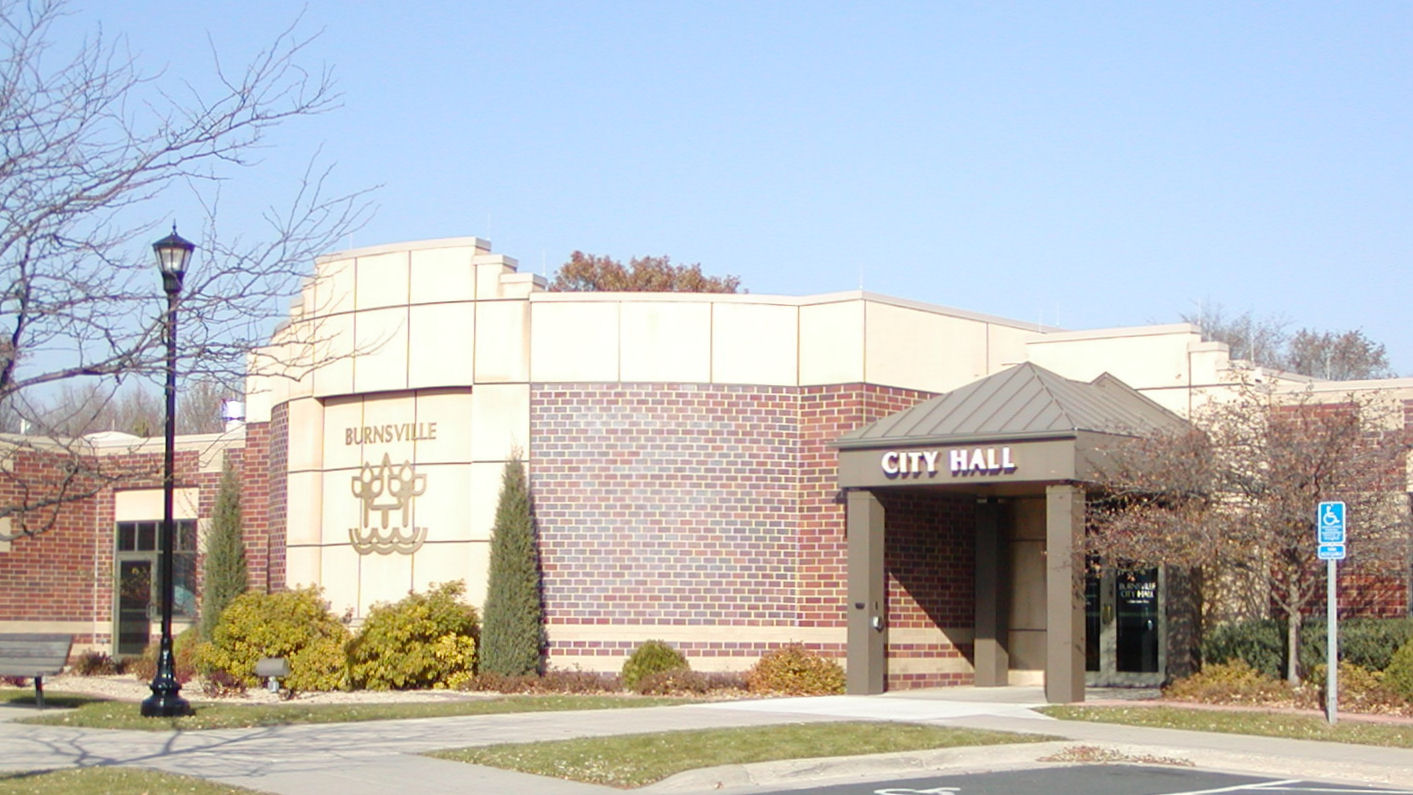
Burnsville City Hall (2006)
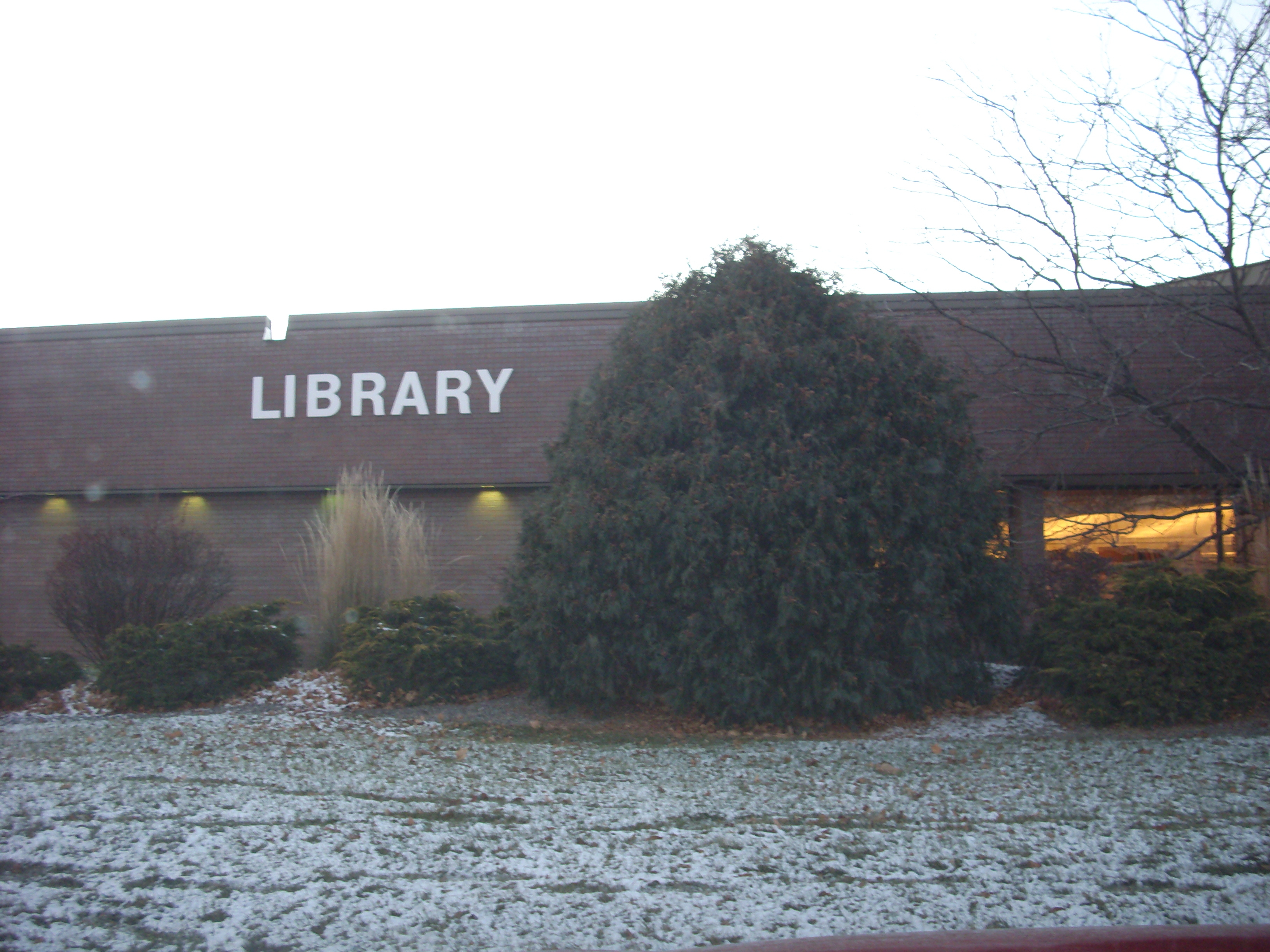
Die Burnhaven Bibliothek in Burnsville (2014)
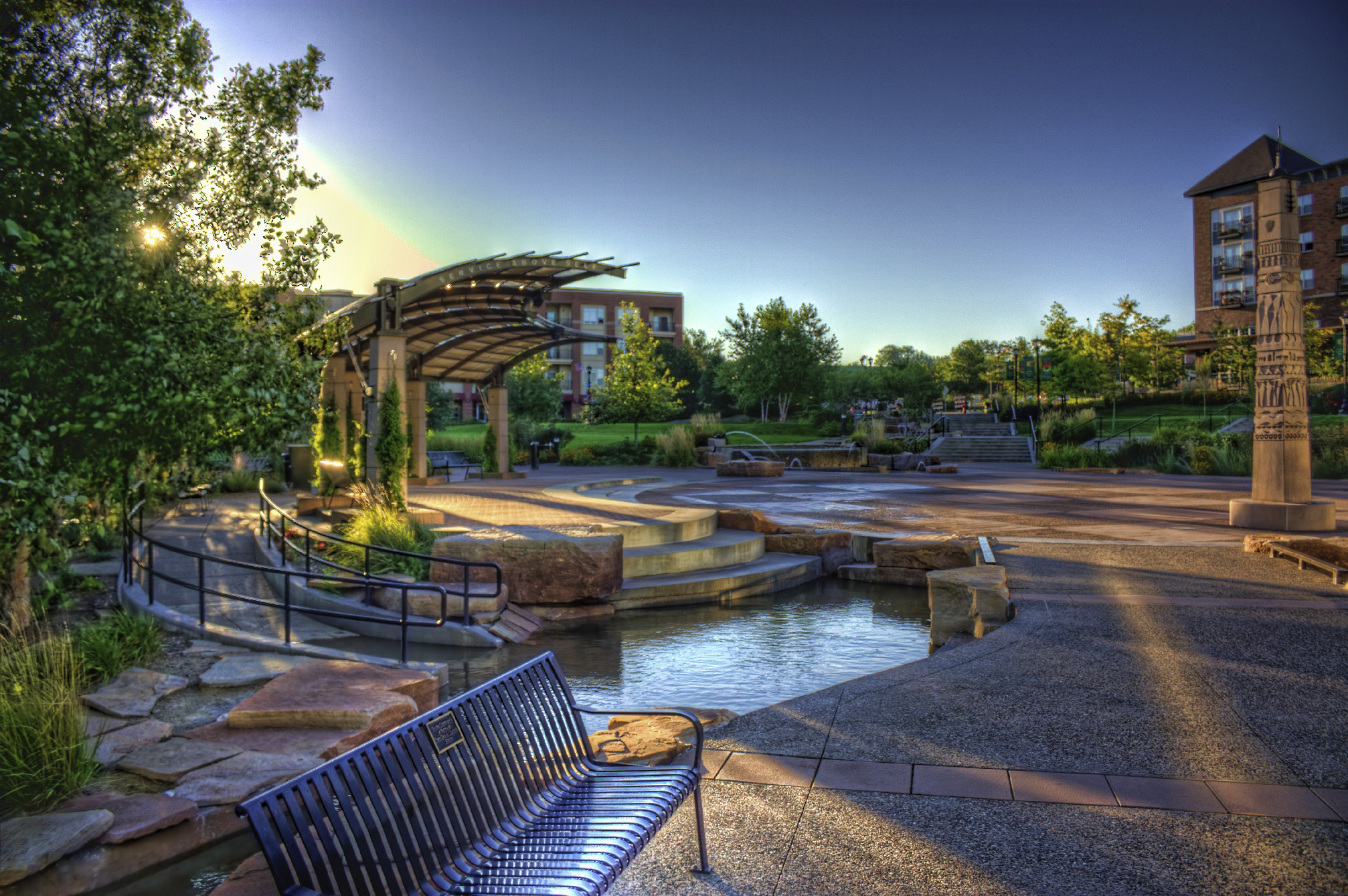
Heart of the City centerpiece (2010)
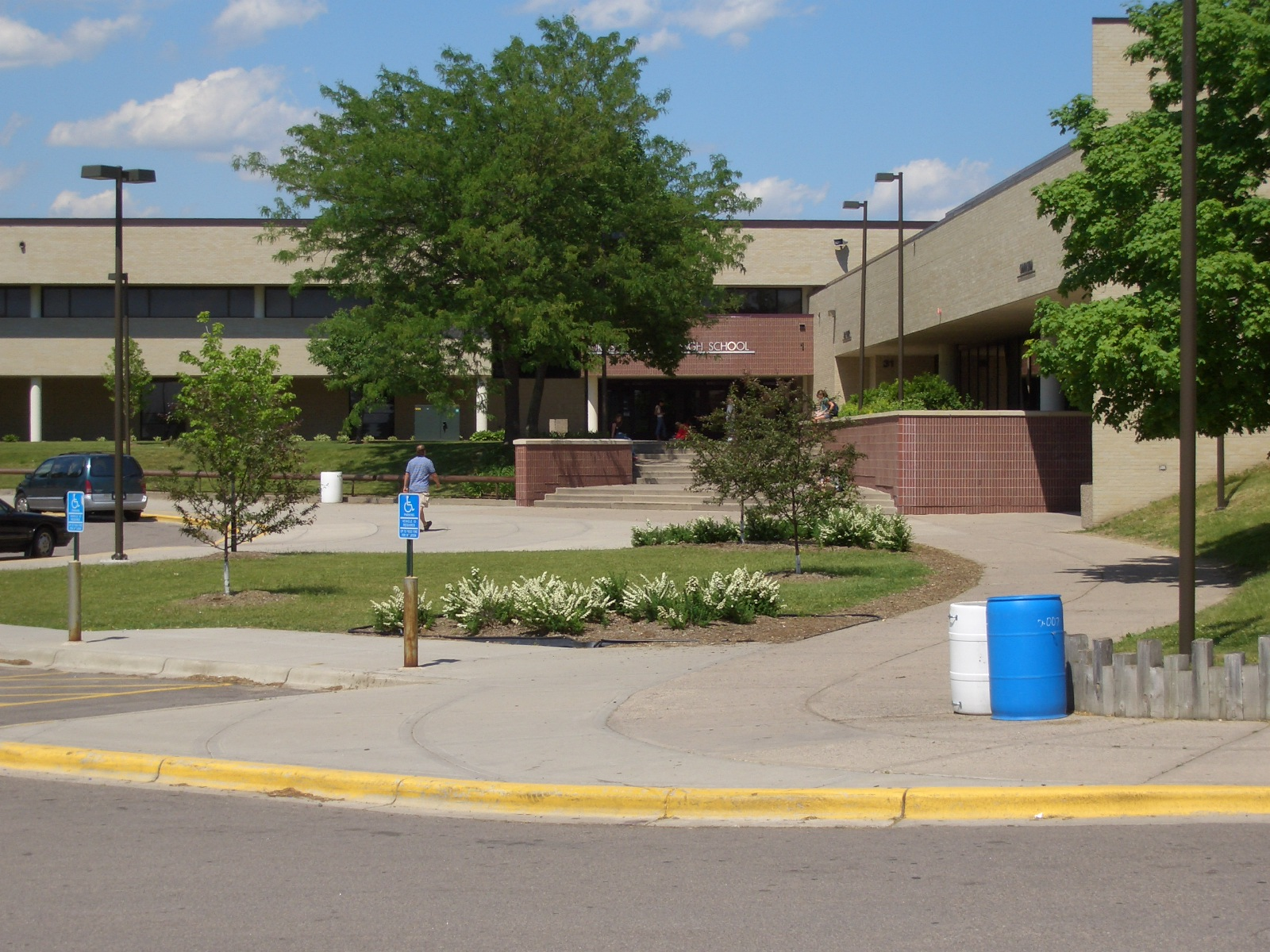
Eingang der Burnsville Senior High School (2006)
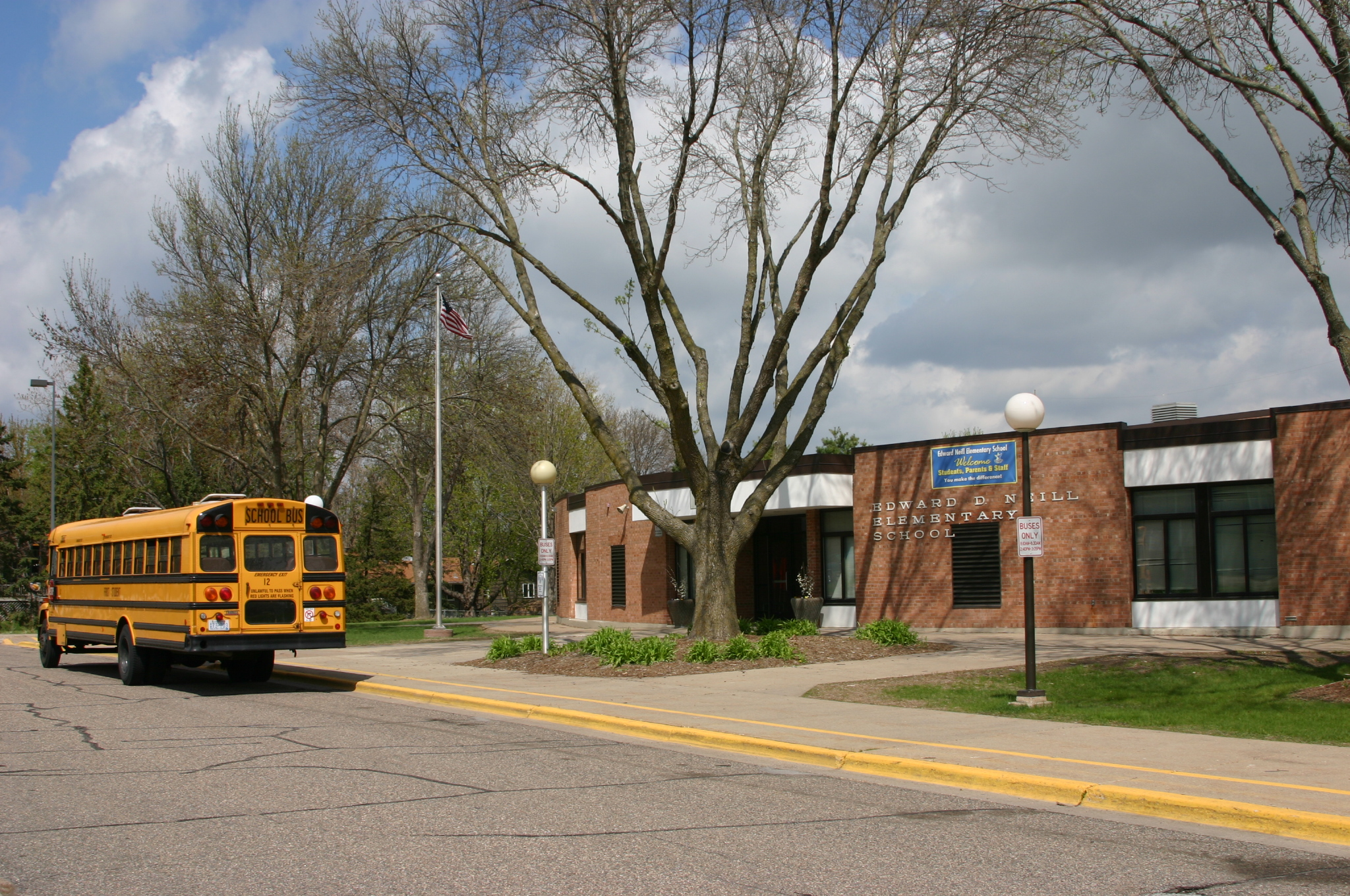
Edward D. Neill Elementary School (2014)
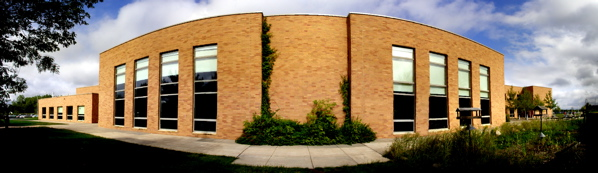
School of Environmental Studies (2006)
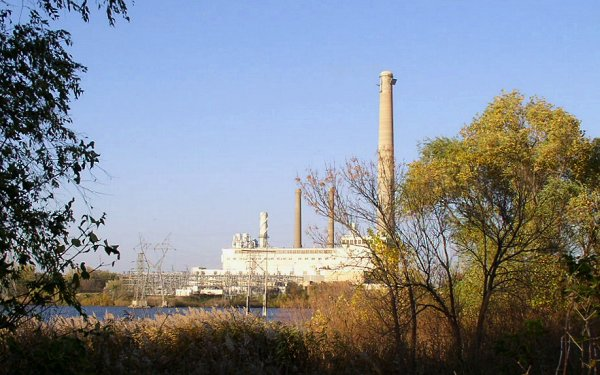
Black Dog Power Plant (2006)
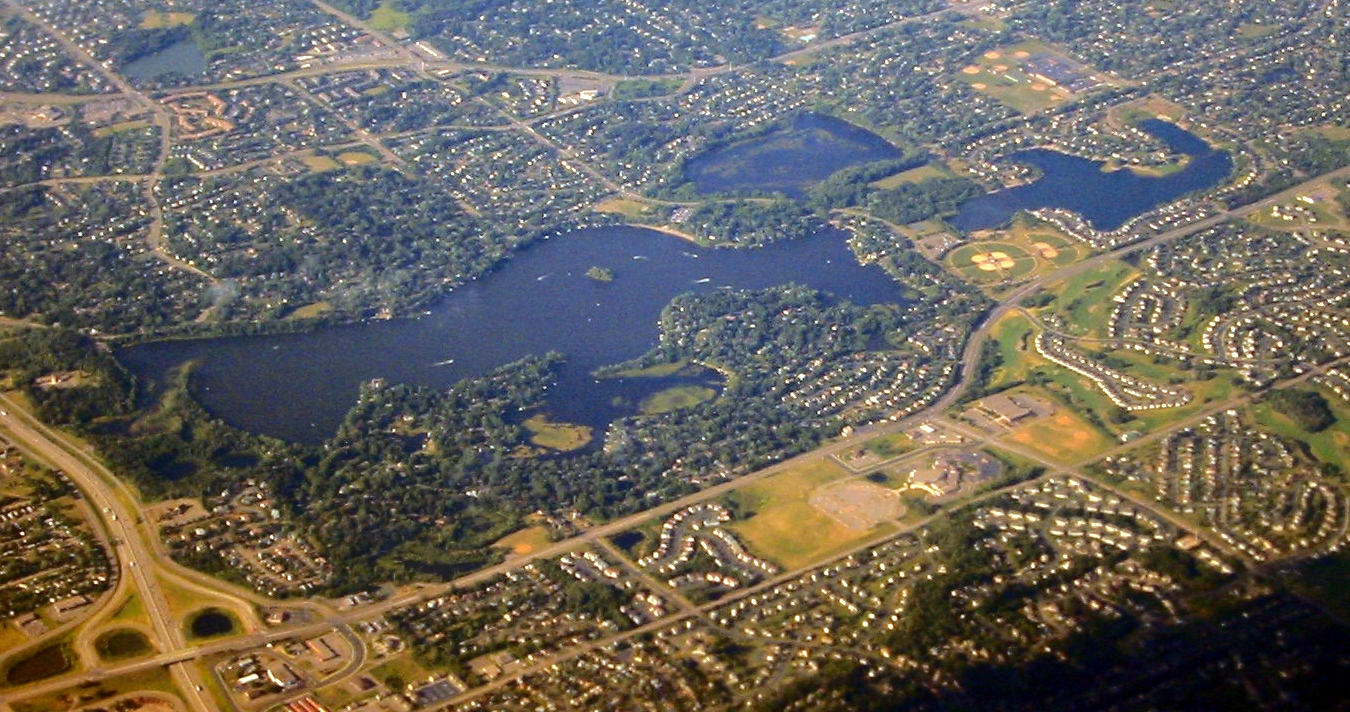
Crystal Lake (2008)
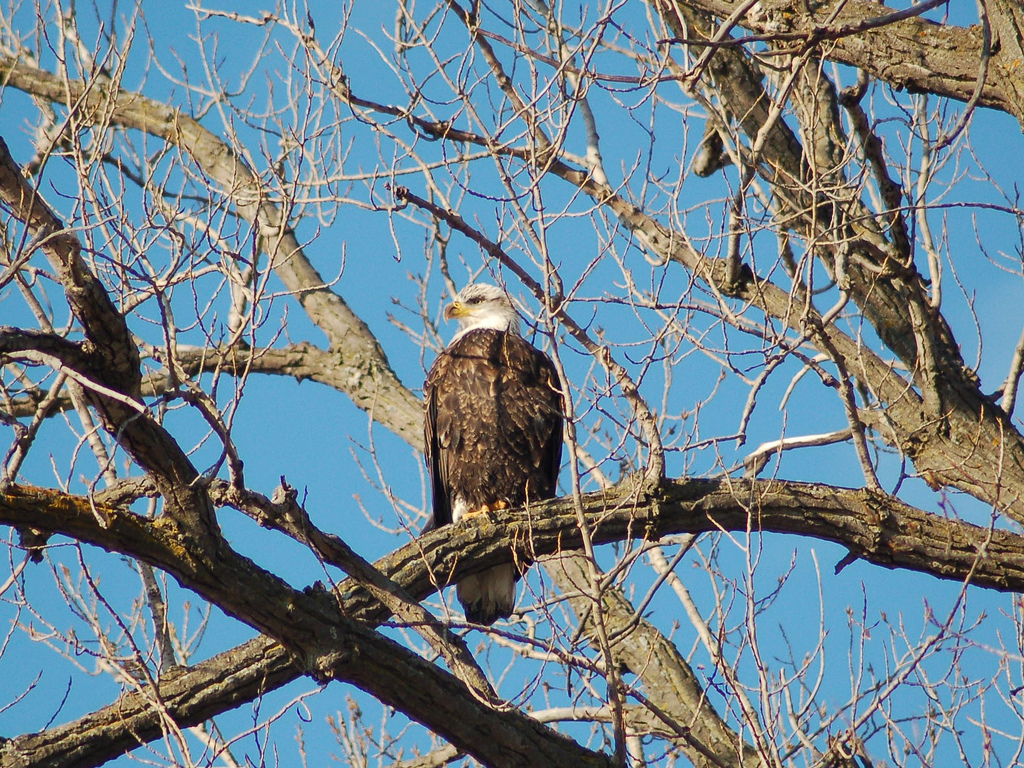
Adler auf einem Baum in der Black Dog Road (Black Dog Preserve) (2014)

## Persönlichkeiten

### In Burnsville geborene Söhne und Töchter der Stadt
- Nicolas Eugene Walsh (1916–1997), römisch-katholischer Geistlicher, Weihbischof in Seattle
- Sean Curry (* 1982), Eishockeyspieler
- Mike Lundin (* 1984), Eishockeyspieler
- Jennifer Wygant (* 1984), Skilangläuferin und Biathletin
- Cole Aldrich (* 1988), Basketballspieler
- Tabitha Peterson (* 1989), Curlerin
- J. T. Brown (* 1990), Eishockeyspieler
- Jarred Tinordi (* 1992), Eishockeyspieler
- Chase Roullier (* 1993), American-Football-Spieler
- Brock Boeser (* 1997), Eishockeyspieler
- Ryan Lindgren (* 1998), Eishockeyspieler

### Mit Burnsville verbunden
- Arlen Erdahl (1931–2023), Politiker
- Todd Okerlund (* 1964), Eishockeyspieler
- Nate DiCasmirro (* 1978), Eishockeyspieler
- Lindsey Vonn (* 1984), Skirennläuferin